# FK Aluschta-KFU
Der FK Aluschta-KFU (russisch ФК Алушта-КФУ) war ein Fußballverein aus Aluschta, einer Stadt auf der von Russland besetzten ukrainischen Halbinsel Krim. Der Verein nahm 2024 an der Krim-Liga teil, welche seit der Annexion der Krim durch Russland im Jahr 2014 die höchste Spielklasse für Mannschaften von der Krim ist.

## Geschichte
Der Verein wurde Anfang des Jahres 2024 als FK Aluschta-Krymsky gegründet. Am 25. März 2024 gab der Fußballverband der Krim die Teilnahme des Vereins an der Saison 2024 der Krim-Liga bekannt. Das erste Ligaspiel am 6. April 2024 ging mit 0:7 beim Mitaufsteiger GFK Jalta verloren. Infolgedessen trat Trainer Gennadi Dulienko zurück und wurde durch Aleksandr Shudrik ersetzt, der in der vergangenen Spielzeit bereits den, ebenfalls aus Aluschta stammenden, FC Aluston-YUBK Aluschta trainiert hatte. Neben dem Trainerwechsel wurde auch der Vereinsnamen geändert und man trat nun unter dem Namen FK Aluschta-Krim an.
Am 27. April 2024 holte der FK Aluschta durch seinen ersten Sieg die ersten Punkte in der Liga. Man gewann durch ein Tor von Gudisa Smyr mit 1:0 gegen den Mitaufsteiger FK Gwardija Feodossija. Am 15. Mai 2024 trennte sich der FK Aluschta mit einem 1:1-Unentschieden vom FC Ozean Kertsch. Es sollten die beiden einzigen Ligaspiele bleiben, in denen man nicht verlor, die anderen 26 Spiele setzte es teilweise deutliche Niederlagen. Zweimal verlor man sogar zweistellig – 0:10 gegen den FC Kyzyltasch Bachtschyssaraj am 15. Juni 2024 und 0:11 gegen Tawrija Simferopol am 25. August 2024. Die Saison wurde mit nur vier Punkten und einem Torverhältnis von 19:145 als abgeschlagener Tabellenletzter beendet.
Im August 2024 wurde die Mannschaft aufgrund finanzieller Probleme aufgelöst, an dessen Stelle trat für die restlichen Saisonspiele die zweite Mannschaft der Föderalen Universität der Krim unter dem Namen FK Aluschta-KFU an.

## Stadion
Der FK Aluschta-KFU trug die meisten seiner Heimspiele im Sportzentrum Skif in Nowopawlowka im Rajon Bachtschyssaraj aus. Es bietet Platz für 5000 Zuschauer.